# Ponte romano (via Salvator Rosa)
Il ponte romano è uno dei siti archeologici di Napoli, situato in zona Salvator Rosa, precisamente in via Conte della Cerra, ai margini del centro storico della città.
L'antica struttura, lasciata per molto tempo in assoluto abbandono, è stata rinvenuta nel 2000 in occasione della realizzazione della stazione di Salvator Rosa e in seguito restaurata. Essa corrispondeva all'antica via Antiniana per colles: la prima strada costruita nel 470 a.C. che collegava Neapolis e Puteoli, attraversando la collina del Vomero.
Nel XVIII secolo le rovine del ponte-viadotto furono inglobate in un palazzo e varie parti vennero riutilizzate per diversi scopi: ad esempio, dal viadotto furono ricavati nicchie e mangiatoie.
Oggi la struttura è parte del parco adiacente alla stazione metropolitana; nei suoi pressi si trova anche una chiesa neoclassica della prima metà del XIX secolo, che custodisce periodicamente varie opere d'arte contemporanea.

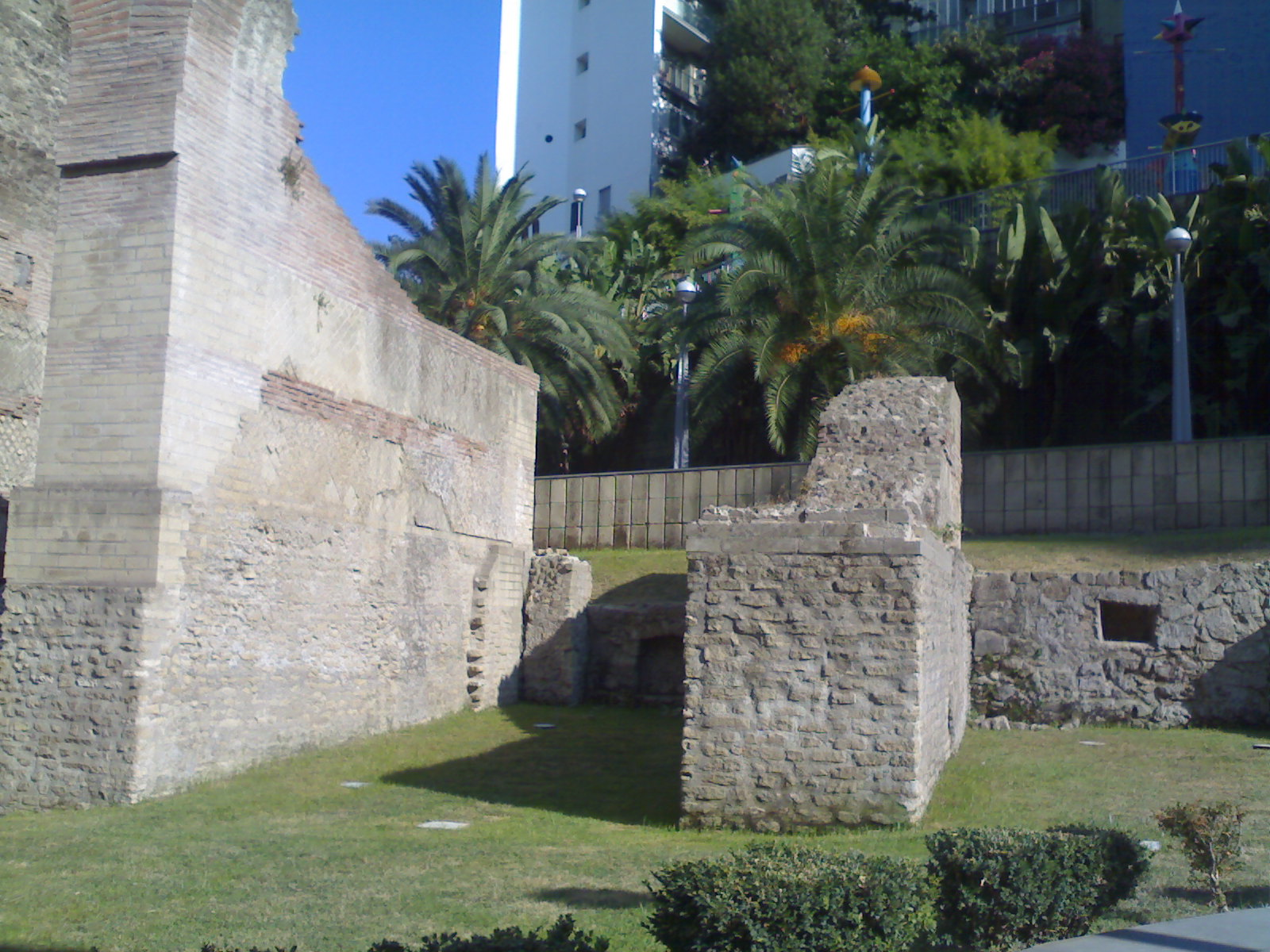
Altri resti
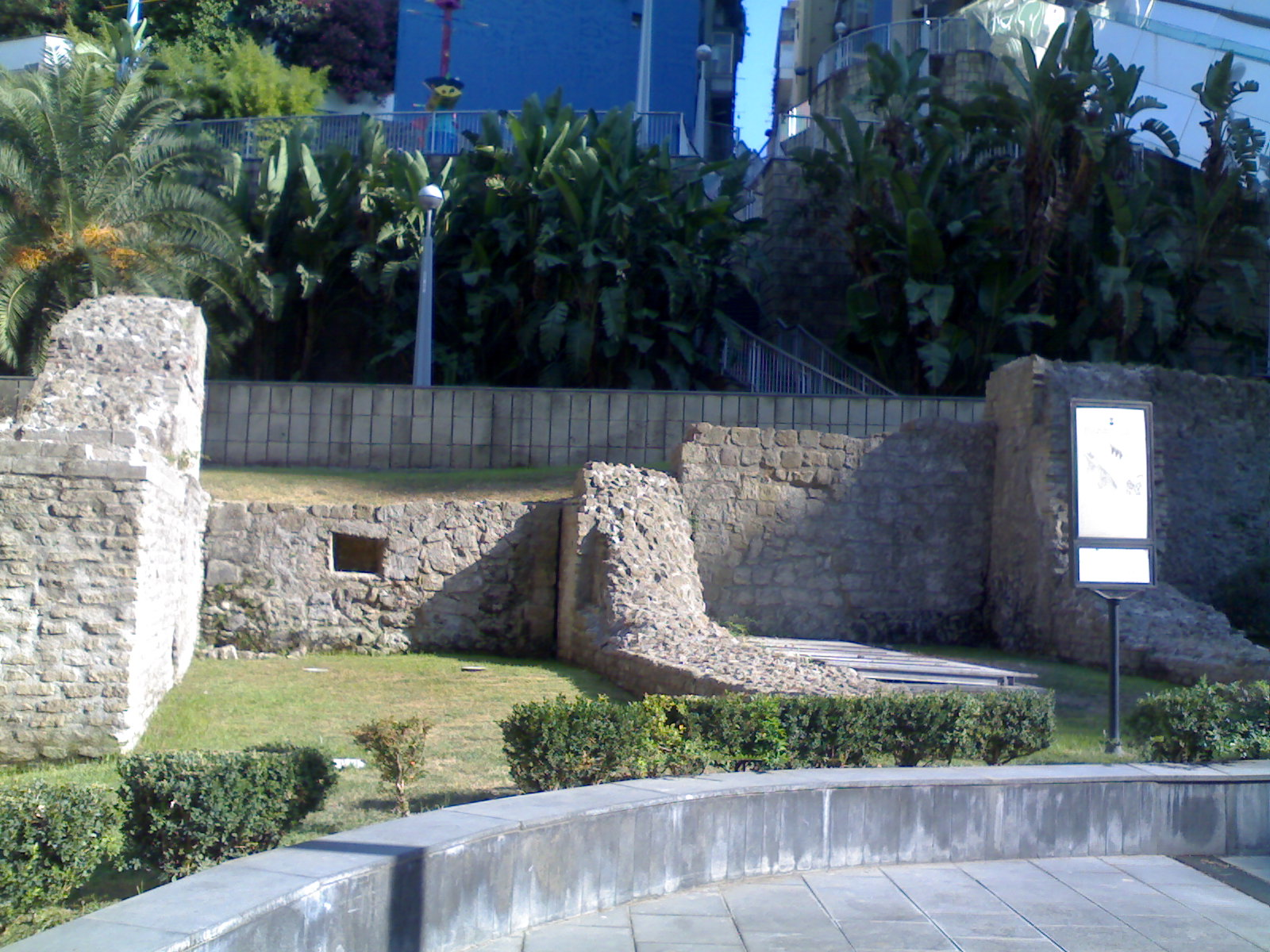
Ulteriori resti